# Алексеев, Егор Егорович
Егор Егорович Алексеев (1930—2010) — советский и российский учёный-историк и педагог, доктор исторических наук, академик Академии духовности Республики Саха (Якутия).
Автор более 400 научных и научно-популярных статей и около 30 научных монографий.

## Биография
Родился 12 июля 1930 года в Мегежекском наслеге Нюрбинского улуса Якутской АССР.

### Образование
В 1957 году окончил Московский институт культуры, в 1963 году — Якутский государственный университет.
В 1966 году защитил диссертацию на соискание ученой степени кандидата исторических наук на тему «Роль В. И. Ленина в установлении и упрочении Советской власти в Якутии». В 1999 году защитил докторскую диссертацию на тему «Национальный вопрос в РС(Я). 1917—1944 гг.».

### Деятельность
По окончании института культуры, работал в 1957—1958 годах инспектором Министерства культуры Якутской АССР, в 1958—1960 годах был научным сотрудником Центрального государственного архива Якутской АССР. С 1960 года, поступив в Якутский государственный университет (ЯГУ, ныне Северо-Восточный федеральный университет), Егор Алексеев был связан с этим вузом: в 1960—1964 годах был старшим лаборантом кафедры истории СССР, в 1964—1965 годах — аспирант, в 1965—1988 годах — преподаватель, старший преподаватель и доцент ЯГУ.
В 1989 году перешёл на должность старшего научного сотрудника в отдел межнациональных отношений и этносоциальных процессов Института гуманитарных исследований и проблем малочисленных народов Севера Сибирского отделения РАН. В 1999—2004 годах был ведущим научным и главным научным сотрудником отдела истории этого института.
Большой заслугой Е. Е. Алексеева было исследование деятельности крупных общественно-политических и государственных деятелей Якутии: А. Е. Кулаковского, М. К. Аммосова, П. А. Ойунского, И. Н. Барахова, И. Е. Винокурова, С. В. Васильева, В. Г. Павлова. Исследование архивов КГБ позволило учёному осветить деятельность органов госбезопасности республики в годы сталинских репрессий. Благодаря усилиям Егора Егоровича Алексеева стало возможным пересмотреть постановление Якутского обкома ВКП(б) от 6 февраля 1952 года «О буржуазно-националистических извращениях в освещении истории якутской литературы».
Одновременно с научной деятельностью, он занимался общественной: выступал в различных средствах массовой информации, был лектором общества «Знание», членом редколлегии журналов «Чолбон», «Илин» и «Якутский архив Архивная копия от 16 декабря 2019 на Wayback Machine», составителем «Календаря знаменательных и памятных дат», состоял членом Общественно-консультативного совета при Президенте Республики Саха (Якутия).
С 2004 года Егор Егорович Алексеев находился на пенсии.
Умер 24 октября 2010 года в Якутске.

## Награды
- Заслуженный деятель науки РС(Я) (1992), лауреат Государственной премии РС(Я) им. А. Е. Кулаковского[3] (1995, за подвижническую деятельность по восстановлению добрых имен жертв политических репрессий Якутии).
- Почетный гражданин Намского, Таттинского, Верхневилюйского и Нюрбинского улусов.